# Alright, Still
Alright, Still este primul album de studio al cântăreței britanice Lily Allen. A fost lansat pe 14 iulie 2006 și a vândut peste 2.600.000 de copii în întreaga lume.

## Lista cântecelor
1. "Smile" (Allen, Iyiola Babalola, Darren Lewis, Jackie Mittoo, Clement Dodd) (3:17)
2. "Knock 'Em Out" (Allen, Babalola, Lewis, Earl King) (2:54)
3. "LDN" (Allen, Arthur "Duke" Reid, Babalola, Lewis) (3:11)
4. "Everything's Just Wonderful" (Allen, Greg Kurstin) (3:29)
5. "Not Big" (Allen, Kurstin) (3:17)
6. "Friday Night" (Allen, Pablo Cook, Jonny Bull) (3:07)
7. "Shame for You" (Allen, Blair MacKichan, Mitoo) (4:06)
8. "Littlest Things" (Allen, Mark Ronson, Pierre Bachelet, Herve Roy) (3:02)
9. "Take What You Take" (Allen, Lewis, Babalola) (4:06)
10. "Friend of Mine" (Allen, Babalola, Lewis, O'Kelly Isley, Ernest Isley, Rudolph Isley, Ronald Isley, Marvin Isley, Chris Jasper) (3:58)
11. "Alfie" (Allen, Kurstin) (2:46)

### Lansate pe single
- "Smile" (2006)
- "LDN" (2006)
- "Littlest Things" (2006)
- "Alfie"/"Shame for You" (2007)